# Anders Nilsson (Eishockeyspieler, 1977)
Stig Anders Stefan Nilsson (* 25. Juni 1977 in Västervik) ist ein schwedischer Eishockeyspieler, der seit September 2010 bei Orsa IK unter Vertrag steht.

## Karriere
Anders Nilsson begann seine Karriere als Eishockeyspieler bei MoDo Hockey Örnsköldsvik, für die er in der Saison 1996/97 in der Elitserien, der höchsten schwedischen Eishockeyliga, spielte. Anschließend wechselte der Angreifer zu Timrå IK aus der drittklassigen Division 1. Mit Timrå gelang Nilsson in der Saison 1998/99 der Aufstieg in die zweitklassige HockeyAllsvenskan, in der er die folgende Saison für den Verein auf dem Eis stand. Vor der Saison 2000/01 wechselte Nilsson zum Ligarivalen Mora IK, mit dem er in der Saison 2003/04 gar der Aufstieg in die Elitserien gelang. Nach dem Abstieg in der Spielzeit 2007/08 verließ der Center den Mora IK nach acht Jahren und wechselte zusammen mit seinem Teamkollegen Martin Jansson zu den Brûleurs de Loups de Grenoble aus der französischen Ligue Magnus. Mit seinem neuen Team gewann er 2008 auf Anhieb die Trophée des Champions und in der Saison 2008/09 alle vier nationalen Wettbewerbe – den Meistertitel, die Coupe de France, Coupe de la Ligue und die Trophée des Champions. Im September 2010 wurde Nilsson von Orsa IK aus der fünften schwedischen Liga unter Vertrag genommen.

## Erfolge und Auszeichnungen
- 1999 Aufstieg in die HockeyAllsvenskan mit Timrå IK
- 2004 Aufstieg in die Elitserien mit Mora IK
- 2008 Trophée des Champions mit den Brûleurs de Loups de Grenoble
- 2009 Französischer Meister mit den Brûleurs de Loups de Grenoble
- 2009 Coupe de France mit den Brûleurs de Loups de Grenoble
- 2009 Coupe de la Ligue mit den Brûleurs de Loups de Grenoble
- 2009 Trophée des Champions mit den Brûleurs de Loups de Grenoble

## Elitserien-Statistik
(Stand: Ende der Saison 2010/11)